# Comuna Zalisți, Șumsk
Zalisți (în ucraineană Залісці) este o comună în raionul Șumsk, regiunea Ternopil, Ucraina, formată din satele Zabara și Zalisți (reședința).

## Demografie
Componența lingvistică a comunei Zalisți
     Ucraineană (99,36%)
     Alte limbi (0,64%)
Conform recensământului din 2001, majoritatea populației comunei Zalisți era vorbitoare de ucraineană (99,36%), existând în minoritate și vorbitori de alte limbi.